# Gardīm Khāneh
Gardīm Khāneh (persiska: گردیم خانه) är en ort i Iran.   Den ligger i provinsen Västazarbaijan, i den nordvästra delen av landet, 600 km väster om huvudstaden Teheran. Gardīm Khāneh ligger 1 418 meter över havet och antalet invånare är 118.
Terrängen runt Gardīm Khāneh är varierad.Runt Gardīm Khāneh är det ganska glesbefolkat, med 48 invånare per kvadratkilometer. Närmaste större samhälle är Piranshahr, 10,8 km norr om Gardīm Khāneh. Trakten runt Gardīm Khāneh består till största delen av jordbruksmark.